# Danh từ tiếng Tây Ban Nha
Tiếng Tây Ban Nha có những danh từ diễn tả các vật cụ thể, các nhóm và phân loại của vật, số lượng, cảm xúc và các khái niệm trìu tượng khác. Tất cả các danh từ đều có một giới tính về mặt ngữ pháp. Danh từ đếm được có thể chia theo số lượng (số ít và số nhiều). Tuy nhiên, sự phân chia giữa danh từ đếm được và không đếm được không rõ ràng bằng tiếng Anh.

## Giống
Tất cả danh từ tiếng Tây Ban Nha có một trong hai Giống (ngữ pháp): giống đực và giống cái (thường thì nó được phân chia ngẫu nhiên). Hầu hết tính từ và đại từ, và tất cả mạo từ và phân từ, đều được chia theo danh từ.
Ví dụ một câu như "Bàn to hơn thì đẹp hơn", trong tiếng Tây Ban Nha, Las mesas grandes son más bonitas, phải sử dụng các từ theo giống của danh từ. Danh từ, mesa ("bàn"), là giống cái trong tiếng Tây Ban Nha. Do đó, mạo từ cũng phải là giống cái, và vì vật phải dùng la thay vì el.  Tuy nhiên, mesas ở đây là số nhiều, nên ta phải dùng las thay cho la.  Những tính từ trong câu dù đứng cạnh danh từ hay động từ cũng phải "tuân theo" danh từ.  Grande là từ mà không gia đổi theo giống, nên nó chỉ chia theo số nhiều: grandes.  Bonito là từ chia được theo giống, nên ta dùng bonitas với mesas.  Học sinh học tiếng Tây Ban Nha phải ghi nhớ những điều này khi thực hành.

### Giống danh từ
Nói chung, hầu hết danh từ kết thúc bằng -a, -ción / -sión và -ad là giống cái; những danh từ còn lại, thường kết thúc bằng -o hoặc một phụ âm, là giống đực.
Danh từ có thể phân loại thành các nhóm:
- Áp dụng với người và hầu hết động vật nuôi:
  - Danh từ có thể biến cách.  Giống cái hình thành bằng cách thêm a hoặc thay thế nguyên âm cuối cùng bằng a, vd: el profesor/la profesora, el presidente/la presidenta, el perro/la perra.  Thường thì danh từ đề cập đến vị trí mà theo truyền thống được sở hữu bởi đàn ông là danh từ có thể biến cách.
  - Danh từ bất biến (trong tiếng Tây Ban Nha, sustantivos de género común). Dạng giống cái và giống đực giống hệt nhau: el artista/la artista, el testigo/la testigo, el estudiante/la estudiante.
  - Danh từ với giống ngữ pháp độc nhất. Danh từ có giống cố định, bất kể giới tính của người nó miêu tả: el personaje, la visita.
- Áp dụng với thú hoang và một số loại thú nuôi:
  - Danh từ mà cả hai giống của động vật có các từ khác nhau để mô tả: el toro/la vaca, el caballo/la yegua.
  - Danh từ giống trung. Giống của danh từ được cố định và giống được xác định bằng macho (nam) hoặc hembra (nữ). Ví dụ: la jirafa macho, la jirafa hembra, el rinoceronte macho, el rinoceronte hembra.
- Áp dụng với vật:
  - Giống đực, vd: el pan.
  - Giống cái, vd: la leche.
  - Danh từ dao động (được gọi là sustantivos ambiguos trong tiếng Tây Ban Nha) chấp nhận cả hai giống, vd: linde ('danh giới') và testuz ('trán động vật').  Internet làm người nói do dự khi biến nó thành giống đực vì nó là từ mượn từ tiếng Anh, hoặc biến nó thành giống cái vì nó kết thúc với red, 'net'.  Trong khi đó, azúcar ('đường') có thể là giống đực với el, giống cái với la, hoặc (hiếm) giống cái với el (có lẽ bởi vì nó bắt nguồn từ tiếng Tây Ban Nha cổ, trong đó mạo từ xác định số ít luôn luôn là el trước danh từ bắt đầu với a-, bất kể giống và bất kể trọng âm). Tiếng Tây Ban Nha là tiếng chủ yếu có cơ sở là giống đực. Như vậy, định từ có vẻ đi với giống đực trong sử dụng tiêu chuẩn: el, este, ese, tanto, đặc biệt khi đề cập đến những trường hợp giống không được định rõ. Bất cứ tính từ nào tuân theo nó thường là giống đực ở Tây Ban Nha và giống cái ở Mỹ La Tinh: el azúcar moreno o blanco / el azúcar negra o rubia. Mar ("Biển") thường là giống đực, nhưng khi các nhà thơ và thủy thủ nói chuyện nó là giống cái. Arte là giống cái khi số ít và giống đực khi số nhiều, mặc dù nó có thể là giống cái trong số ít khi nó mang nghĩa "hình thức-nghệ thuật" và giống đực trong số nhiều khi nó mang nghĩa los artes de pesca, "dụng cụ đánh cá".
  - Có ký hiệu cùng với từ với trọng âm một vào âm /a/, như là agua ("nước"), mà khiến nó không rõ giống, cả xác định (el) và không xác định (un), trong dạng số ít; chúng cũng có thể là trạng từ số ít algún (thay vì alguna) và ningún (thay vì ninguna) khi những trạng từ này đi trước danh từ. Những từ tương tự bao gồm el alma / un alma ("linh hồn"), el ala / un ala ("cánh"), el águila / un águila ("chim ưng"), và el hacha / un hacha ("rìu"). Chúng vẫn là giống cái vì vật nên chúng có trạng từ giống cái (ngoại trừ những trường hợp đã nhắc đến ở trên) cả trong dạng số ít và số nhiều, và chúng có mạo từ giống cái dạng số nhiều như trong las aguas frías.
  - Đôi khi, hai từ đồng âm sẽ khác nhau ở giống, vd: el capital ("quỹ") và la capital ("thủ đô");  el cura ("thầy tu") và la cura ("cách trị bệnh").

### Xác định giống từ phần kết thúc
Danh từ kết thúc với -o là giống đực, với các ngoại lệ nổi bật là mano ("tay") và một số từ dưới dạng giản ước từ một từ dài hơn: foto ("ảnh") từ fotografía, và moto ("xe máy") từ motocicleta"; -a là điển hình của giống cái, với các ngoại lệ nổi bật; các nguyên âm và phụ âm khác thường không phải giống đực, nhưng nhiều từ là giống cái, đặc biệt là những từ đề cập đến phụ nữ (la madre) hoặc kết thúc với -ción/sión, -dad/tad, -ez (la nación, la televisión, la soledad, la libertad, la vejez).
Một nhóm nhỏ các từ có nguồn gốc Hy Lạp và kết thúc với -ma, "-pa", or "-ta" là giống đực: problema ("vấn đề"), lema ("châm ngôn"), tema ("chủ đề"), sistema ("hệ thống"), telegrama ("điện tín"), poeta ("nhà thơ"), planeta ("hành tinh"), v.v.
Các từ kết thúc với -ista đề cập đến với một người thường là lưỡng tính: el artista, la artista, "nghệ sĩ, nghệ sĩ nữ".  Điều tương tự cũng đúng với các từ kết thúc với -ante hoặc -ente, mặc dù một số dạng giống cái kết thúc với -a được sử dụng.
Từ mượn từ tiếng nước ngoài có thể:
- có giống chúng có trong tiếng đó, với từ trung lập và không có giống được coi là giống đực (nên danh từ tiếng Anh chuyển thành giống đực)
- có giống chúng có vẻ có (ví dụ: la Coca-Cola vì nó kết thúc với -a)
- có giống của từ tiếng Tây Ban Nha có liên quan gần nhất (ví dụ: la Guinness vì gần với la cerveza)

### Giống của tên

#### Tên người
Tên người tuân theo giới tính của người, kể cả khi chúng có vẻ ngược lại:
- Chema es guapo
- Amparo es guapa

#### Tên địa danh
Việc sử dụng với các địa điểm thay đổi. Bạn có thể chọn cách tạo ra chúng:
- Giống cái nếu chúng kết thúc với -a, còn lại là giống đực:
  - la Barcelona de Gaudí
  - el Londres de Dickens
- Từ theo nó là el pueblo hoặc la ciudad
  - Nueva York (thành phố)
  - la antigua Cartago (thành phố)
  - Fraga es pequeño (làng/xã)
- Luôn là giống đực: (điều này khiến một số người nói có vẻ thấy sai)
  - Barcelona no es pequeño
  - Londres no es pequeño

Với ví dụ như New York, Nueva là phần cố định của tên không không thể biến nó thành giống đực, nhưng New Mexico được dịch là Nuevo México và được coi là giống đực, vì México là danh từ giống đực.

#### Sông
Sông là giống đực vì danh từ giống đực río. Người La Mã cổ đại tin rằng thần sông (amnes) là những nam thần. Tại địa phương, một vài dòng sông có thể là giống cái, nhưng dùng giống đực luôn an toàn và chính xác hơn.
- el [río de la] Plata = "Sông Plate" (nghĩa đen là "sông bạc")
- el [río] Támesis = "Sông Thames"
- el [río] Tajo = "Sông Tagus"
- el [río] Colorado = "Sông Colorado" (nghĩa đen là "sông đỏ")
- el [río] Cinca / la Cinca = "Sông Cinca" (trong Aragonese Pyrenees)

## Số lượng
Có hai loại số lượng theo ngữ pháp: số ít và số nhiều. Dạng số ít là dạng có thể thấy trong từ điển (dạng cơ sở). Với hầu hết các từ số nhiều được tạo ra bằng cách thêm -s vào dạng cơ sở kết thúc với âm cuối không phải trọng âm hoặc là trọng âm -é, hoặc -es nếu nó kết thúc với một phụ âm hoặc mộ nguyên âm mang trọng âm khác ngoài it -é. Chú ý rằng chữ -y ở cuối như rey, mặc dù về mặt ngữ âm nó là nguyên âm, nó được tính là phụ âm (rey → reyes).  Việc thêm -es vào một số danh từ tạo ra thay đổi về vị trí của trọng âm, do đó thay đổi sự hiện diện của dấu trọng âm (canción → canciones, bongó → bongoes nhưng rubí → rubíes), và tạo ra thay đổi trong cách viết các từ kết thúc với -c, -g và -z (lápiz → lápices, frac → fraques). Từ kết thúc với nguyên âm không mang trọng âm theo sau bởi -s hoặc -x không thay đổi trong số nhiều.
Giống đực được sử dụng cho dạng số nhiều của từ mang cả hai giống: los niños, về mặt ngữ pháp là giống đực, có thể nghĩa là "những đứa trẻ" hoặc "những cậu bé". Giống cái vẫn riêng biệt trong số nhiều: las niñas = "những cô bé". Khi muốn chỉ ra là số nhiều giới nam, cụm từ như là los niños varones (những đứa trẻ trai) được sử dụng.
Một số từ luôn luôn là số nhiều: pantalones "quần dài", tijeras "kéo". Tuy nhiên trong nhiều phương ngữ, những chữ này chỉ được sử dụng để nói về số nhiều, dạng số ít sẽ sử dụng: pantalón, tijera.
Trong các diễn đạt với định từ vô hạn, dạng số ít được sử dụng (không như tiếng Anh, ở đó "some" và "any" thường chuyển danh từ thành dạng số nhiều).
- Si hay algún árbol, lo derribaremos = "Nếu có bất cứ cây nào, chúng ta sẽ đốn nó"
- Por cualquier medio = "Bằng mọi cách"

Ninguno ("không") luôn dùng với danh từ dạng số ít, kể cả khi người nói mang nghĩa số nhiều:
- Ningún obstáculo se interpone = "Không có sự cản trở này trên đường của chúng ta"
- No vi a ninguna mujer = "tôi không nhìn thấy người đàn bà nào"

Định từ cualquiera có dạng số nhiều (cualesquiera), nhưng nó không bao giờ được sử dụng ngoài những ngữ cảnh trang trọng.

## Từ giảm nhẹ, phóng đại và hậu tố
Một nhóm các hậu tố hữu ích có thể được thêm vào các danh từ và tính từ để tạo thành một danh từ trong tiếng Tây Ban Nha. Điều này thường chỉ thay đổi một chút về nghĩa, nhưng đôi khi cũng tạo ra cái gì đó hoàn toàn khác.
Một nhóm các hậu tố phổ biến là từ giảm nhẹ, mà mang nghĩa nhỏ, tinh xảo, v.v. (cũng mang nghĩa thân mật).  Từ giảm nhẹ phổ biến nhất trong tiếng Tây Ban Nha là -it-.  Nó được thêm vào gốc của danh từ, và khi sử dụng thực tế nó cũng tuân theo quy tắc giống và số lượng.
- planta → plantita / plantota  ("cây" → "cây nhỏ" / "cây lớn")
- vaso → vasito / vasote ("cốc" → "cốc nhỏ" / "cốc lớn")
- niño → niñito / niñote ("cậu bé nhỏ" → "cậu bé nhỏ xíu" / "Cậu (bé) lớn")

Trong các trường hợp khác, kết thúc này có thể là từ chê bai hoặc xem thường.
- señor → señorito ("Ngài" → "ngài bé" (chế nhạo) hay señora → señorita ("Bà/Mrs." → "Cô/Ms."))

Khi từ không kết thúc với một nguyên âm -it- trở thành -cit- đối với từ giảm nhẹ nếu từ kết thúc khác với "-o" or "-a" không có trọng âm.
- botón → botoncito / botonote
- Carmen → Carmencita
- mamá → mamita, mamacita
- madre → madrecita

Điều này thay đổi một chút khi từ cơ sở kết thúc với z.  Vìz và chữ c nhẹ phát âm giống nhau trong tiếng Tây Ban Nhah, một chữ e được chêm vào (chú ý thay đổi về chính tả): pez → pececito / pecezote. Không có gì cố định đối với từ cơ sở kết thúc với những phụ âm khác is: azúcar → azuquítar or azuquita / azucota.
Khi từ kết thúc bằng -s hoặc -te, có các cách khác nhau.

### Từ giảm nhẹ đặc ngữ
Sự lực chọn từ giảm nhẹ nào thường dựa trên phương ngữ và ảnh hưởng từ các tiếng La Mã khác. Những người nói được giáo dục mà sử dụng -ito / -ita hoặc không có từ giảm nhẹ nào trong nói chuyện trang trọng có thể sử dụng các dạng địa phương khi họ muốn diễn đạt ý một cách thân thiện mà màu sắc hơn, đôi khi mượn từ giảm nhẹ của một vùng khác.
Nên thay vì -ito tiêu chuẩn, ban có thể thấy:
- -illo / -illa đặc biệt ở Andalusia (’quillo đối với chico là một thán từ điển hình của Cádiz).
- -ico / -ica ở Aragon, Navarra, Murcia, đông Andalusia, một phần của Cộng đồng Valencia, La Mancha...
  - một biến thể của từ giảm nhẹ này được sử dụng ở nhiều nước Mỹ Latinh, nhưng chỉ với danh từ kết thúc với -to, -ta hoặc -te, trong khi các danh từ khác -ito / -ita được sử dụng.
- -ín / -ina or -ino / -ina trong tiếng Tây Ban Nha nói ở Asturias, như trong Asturian hoặc Bable.
  - dạng này cũng có trong Rioplatense variety of Spanish nói ở Argentina và Uruguay, nổi tiếng trong lời bài tango Argentina Cafetín de Buenos Aires by Enrique Santos Discépolo ("De chiquilin te miraba de afuera...")[3]
- ín / -ina trong tiếng Tây Ban Nha nói ở Extremadura hoặc León,  as in Tiếng León.
- -iño / -iña trong tiếng Tây Ban Nha nói ở Galicia, như trong tiếng Galicia.
- -uco / -uca ở Cantabria.
- -eto / -eta ở Aragon.
- -ete / -eta, có thể từ tiếng Catalunya, ở phái đông Tây Ban Nha.
- -uelo / -uela.

Đôi khi các hậu tố khác nhau được sử dụng cùng lúc thay vì một cái một lúc:
- chico → chiquito → chiquitillo v.v.

### Các hậu tố khác
Cũng là một phiên bản khác từ Andalusia (đặc biệt là Sevilla) thay thế cho -ito, hậu tố -illo cũng là một từ giảm nhẹ đặc biệt với một sắc thái "hài hước...".  Nó cũng được sử dụng để tạo ra một danh từ mới:
- palo "que" → palillo "tăm"
- bolso "ba lô" → bolsillo "túi áo/quần"
- guerra "chiến tranh" → guerrilla "du kích"

Một ví dụ về hiện tượng tương tự, nhưng sử dụng làm từ phóng đại là -ón:
- soltero "cử nhân" → solterón "cử nhân được xác nhận"
- soltera "phụ nữ độc thân" → solterona "nữ tu"
- puerta "cửa" → portón "cổng" / "cửa lớn"

Một hậu tố mang nghĩa là một cú đánh bằng hoặc để làm từ phóng đại -azo:
- puerta ("cửa") → portazo ("sập cửa")
- mano ("tay") → manotazo ("tát bằng tay")
- cacerola ("nồi") → cacerolazo ("một cú đánh bằng nồi" hoặc "một cái nồi lớn", cũng là một kiẻu biểu tình)
- Bogotá (Bogotá, thủ đô Colombia) → Bogotazo ("Bogotazo", cuộc bạo loạn ngày 9 tháng 4 năm 1948)
- Caracas (Caracas, thủ đô Venezuela) → Caracazo ("Caracazo", cuộc biểu tình bạo lực ngày 27 tháng 2 năm 1989)
- derecha ("tay phải") → derechazo (nghĩa là "người dùng tay phải" để tát ai đó hoặc là "người dùng tay phải" trong đấu bò)
- flecha ("mũi tên") → flechazo ("mũi tên bắn" / "vết thương từ mũi tên", hoặc tương trưng cho "yêu từ cái nhìn đầu tiên"[4])